# Beaverhead (rivière)
Pour les articles homonymes, voir Beaverhead et Beaver.
La rivière Beaverhead est un affluent de la rivière Jefferson, dans l'État du Montana aux États-Unis.
Elle mesure 111 km de long.
Elle prend sa source dans le Clark Canyon Reservoir (en) à une altitude de 1 690 m.
Son nom provient du Beaverhead Rock (en), une formation rocheuse.